# 임마과
임마과(Immidae)는 나비목에 속하는 이문류 나방과의 하나이다. 임마상과(Immoidea)의 유일한 과이다. 10개 속, 약 250여 종을 포함하는 범열대 나방으로 이들의 절반 이상은 임마속(Imma)에 속한다. 대부분 밝은 색을 띠며 주행성 나방이다. 이 분류군의 위치는 현재 불확실한 상태로 Obtectomera 분류군에 속한다. 이 나방의 애벌레는 쌍떡잎식물과 나한송속을 포함한 구과식물의 잎을 먹는다(Dugdale et al. 1999).

## 하위 속
- Alampla
- Birthana
- Bryonympha
- Bursadella
- 임마속 (Imma)
- Loxotrochis
- Moca
- Ptochaula
- Scaptesylomima
- Sthenistis